# Mi vieja
«Mi vieja» es una canción compuesta Eduardo Frigerio (música y letra) y Sebastián Borensztein (letra) y grabada por Pappo (Norberto Napolitano), incluyéndose en su clásico disco Blues Local, y siendo editada y lanzada en 1992 por Tripoli Discos, cuyo catálogo es hoy administrado por DBN.

## Historia
La letra de "Mi vieja"; fue compuesta en el año 1992 para una emisión del programa Tato de América que conducía el humorista Tato Bores, transmitiéndose en la señal de Canal 13. Según cuenta Frigerio; un día le propuso a su amigo Sebastián Borensztein, hijo del humorista, que armaran juntos los musicales del programa de su padre: "Vos tirame una letra, decime qué artista viene y yo te compongo una canción asociada", le dijo Frigerio.
Un día el invitado musical del programa fue Pappo, y Borensztein escribió la letra de "Mi vieja" en diez minutos; Eduardo Frigerio acomodó las notas y el músico la grabó, alegando mucha inconformidad con el tono paródico y burlón de la misma, el cual Pappo consideraba que chocaba con su estilo como rockero y blusero. A pesar de esto, ni bien la canción fue presentada en los musicales del programa de Tato Bores su éxito fue imparable, y "Mi vieja" terminó siendo la canción más popular en toda la carrera de Pappo, lanzándolo definitivamente al mainstream como solista. Los coros de la canción fueron interpretados por el conjunto humorístico Los Prepu, no acreditados en la ficha técnica del álbum.
Originalmente "Mi vieja" iba a ser un bonus track del disco "Blues Local", pero terminó apareciendo en segundo lugar, debido al éxito mediático que tuvo en esos momentos. 

Es una canción para chicos con voz de faso y campera de cuero. Pappo la odiaba, pero el chiste funcionó.
Sebastián Borensztein.

## Reconocimientos
En 2007 fue considerada por la página Rock.com.ar como la 60° mejor canción del rock argentino en la lista de Las 100 de los 40.